# Kibuc
Kibúc (hebrejsko קיבוץ, množina קיבוצים »kibucim«; dobesedno zbiranje oz. skupaj) je planirana skupnost z visoko stopnjo socialne interakcije v Izraelu. Izvira še iz časov, ko samostojno kmetovanje ni bilo mogoče oz. prenevarno in so se zato kmetje zbirali v skupnosti - kibuce. Poleg gospodarske, naseljenske in družbene vloge so kibuci imeli pomembno vlogo kot vojaška oporišča oz. so imela dobro razvito samoobrambo.
Danes obstaja še vedno okoli 250 takih naselbin.